# Lovas János
Lovas János (Szapáryfalva, 1946. november 17. – 2025. június 12.) erdélyi magyar balladagyűjtő.

## Életútja
Lugoson végezte a Coriolan Brediceanu Líceumot (1964), a Babeș–Bolyai Tudományegyetemen magyar nyelv és irodalom szakos diplomát szerzett (1969). Sárközújlakon (1969–72) tanított, Szatmár megyében magyar szakos szakfelügyelő (1972–84) volt, majd tanár általános iskolákban Szatmárnémetiben, 1990–92 között a Kölcsey Ferenc Líceumban tanított, 1992-től ismét szakfelügyelő.
Folklórkiadványok társszerzője: Zöld erdőben fenyő zöldje (Szatmárnémeti, 1972). Bura László munkatársa a Szatmári népballadák (1978) című kötet összeállításában, I. tanári fokozatú dolgozatának témája a Szamoshát kereszt- és becenévrendszere (1985). A Tanügyi Újság, a Szatmári Hírlap közölte cikkeit.